# Catherine Ndereba
Wincatherine Nyambura Ndereba, coneguda com a Catherine Ndereba, (Gatunganga, Kenya 1972) és una atleta keniana, guanyadora de dues medalles olímpiques.

## Biografia
Va néixer el 21 de juliol de 1972 a la població de Gatunganga, situada al districte de Nyeri. Filla d'una família humil, de petita volia ser mestra però la cap d'estudis de l'escola primària la va animar a córrer. Així, va començar a córrer a l'escola secundària, fins que els seus èxits en els campionats escolars van fer que el Kenya Prisons Service la cridés per formar part del seu equip el 1994. Aquest fet la va esperonar a dedicar-se a l'atletisme professional.

## Carrera esportiva
Especialista en curses de llarga distància i especialment en la marató, la seva carrera internacional va començar el 1995. Després d'una pausa breu pel naixement de la seva filla l'any 1997, el 1998 va haver-la de deixar per competir als Estats Units durant tres mesos. Tot i els impediments de compaginar una carrera esportiva amb la maternitat, va aconseguir reeixir en la seva trajectòria.
El 2001 va guanyar la Marató de Chicago, com havia fet l'any anterior, però aquesta vegada va establir un nou rècord mundial en 2 h 18 min 47 s. El rècord anterior, en 2 h 19 min 46 s, estava en mans de l'atleta japonesa Naoko Takahashi. Els anys 2003 i 2007 va guanyar la prova de marató del Campionat del Món d'atletisme, esdevenint la primera keniana a guanyar aquest esdeveniment.
Va participar, als 32 anys, en els Jocs Olímpics d'Estiu de 2004 d'Atenes (Grècia), on va aconseguir guanyar la medalla de plata en la prova femenina de marató. En els Jocs Olímpics d'Estiu de 2008 realitzats a Pequín (República Popular de la Xina), aconseguí revalidar la seva medalla olímpica.
Un any més tard, Ndereba va acabar setena a la Marató de Londres de 2009, igualant el rècord de Katrin Dorre de córrer 21 maratons per sota de les 2:30 hores. Aquell mateix any quedava tercera a la Marató de Dones de Yokohama, amb un temps de 2:29:13 hores.
Al llarg de la seva carrera ha guanyat tres medalles en el Campionat del Món d'atletisme, dues d'elles d'or. Ha guanyat quatre vegades la Marató de Boston, dues vegades la de Chicago i una la d'Osaka. L'octubre de 2001 establí el rècord de la marató en 2:18:47 minuts.

## Premis i reconeixements
El 2001 Ndereba va rebre una sabata d'or de l'Association of International Marathon and Distant Races. Va ser guardonada amb els premis a l'esportista de l'any de Kenya els anys 2004 i 2005. El 2003 la revista Eve la va votar com a esportista de l'any i el 2005 va rebre l'Ordre del Guerrer d'Or pel president Mwai Kibaki el 2005. Igualment, és un dels dos atletes, junt amb Kipchoge Keino, que figuren al Museu d'Atletisme de Kenya de Nairobi amb escultures de bronze a mida natural.
En el món de l'atletisme és coneguda amb el sobrenom de Catherine the Great (Catherine la gran).

## Palmarès

### Jocs Olímpics d'estiu
- Jocs Olímpics de 2004, Atenes -

```
Medalla de plata a la marató
```

- Jocs Olímpics de 2008, Pequín -

Medalla de plata a la marató

### Campionats del Món d'atletisme
- Campionat del Món d'atletisme de 2003, París -

Medalla d'or a la marató
- Campionat del Món d'atletisme de 2005, Hèlsinki -

Medalla d'or a la marató
- Campionat del Món d'atletisme de 2007, Osaka -

Medalla d'or a la marató

### Maratons
- Marató de Chicago (2000 i 2001)
- Marató de Boston (2000, 2001, 2004 i 2005)
- Marató de Nova York (2008 - 5a posició)
- Marató de Pequín (2011 - 3a posició)